# 1995年の日本公開映画
- 映画 > 映画の一覧 > 年度別日本公開映画 > 1995年の日本公開映画
- 映画 > 1995年の映画 > 1995年の日本公開映画

1995年の日本公開映画（1995ねんのにほんこうかいえいが）では、1995年（平成7年）1月1日から同年12月31日までに日本で商業公開された映画の一覧を記載。作品名の右の丸括弧内は製作国を示す。
記載の凡例については年度別日本公開映画#凡例を参照

## 作品一覧

### 1月
- 6日
  - 夜の第三部分 （ ポーランド）
- 7日
  - ディンゴ （ オーストラリア/ フランス）
- 14日
  - ショッピング （ イギリス）
  - スウォーズマン／女神復活の章 （ イギリス領香港）
  - 東京兄妹 （ 日本）
  - 不機嫌な赤いバラ （ アメリカ合衆国）
  - 未来は今 （ アメリカ合衆国）
- 17日
  - 第三の極道 （ 日本）
- 20日
  - ザ・ウォリアーズ （ アメリカ合衆国）
- 21日
  - アイ・ラブ・トラブル （ アメリカ合衆国）
  - セカンドベスト/父を探す旅 （ アメリカ合衆国）
  - 大失恋。 （ 日本）
  - D2 マイティ・ダック （ アメリカ合衆国）
  - モアイの謎 （ アメリカ合衆国）
- 24日
  - テイクダウン （ アメリカ合衆国）
- 27日
  - 餓狼伝 （ 日本）
  - パワーヒート （ アメリカ合衆国）
  - ファイナルヒート （ アメリカ合衆国）
- 28日
  - 蜘蛛に抱かれた女 （ イギリス領香港）
  - GO fish （ アメリカ合衆国）
  - 城市特警 （ イギリス領香港）
  - ターミナル・ベロシティ （ アメリカ合衆国）
  - 東京デラックス （ 日本）
  - 勇気あるもの （ アメリカ合衆国）
  - 四姉妹物語 （ 日本）
  - ラスト・アウトロー （ アメリカ合衆国）

### 2月
- 4日
  - エスケープ （ アメリカ合衆国）
  - カリブ 愛欲の罠 （ アメリカ合衆国）
  - 最高の恋人 （ アメリカ合衆国）
  - 写楽 （ 日本）
  - ドラゴン・イン/新龍門客棧 （ イギリス領香港）
  - ドロップ・ゾーン （ アメリカ合衆国）
  - ナチュラル・ボーン・キラーズ （ アメリカ合衆国）
  - フランソワ・トリュフォー/盗まれた肖像 （ フランス）
  - レッド・スコルピオン2 （ アメリカ合衆国）
- 11日
  - 愛しのタチアナ （ フィンランド）
  - 王妃マルゴ （ フランス）
  - ガス・フード・ロジング （ アメリカ合衆国）
  - 大夜逃 夜逃げ屋本舗3 （ 日本）
  - フランケンシュタイン（ イギリス /  アメリカ合衆国）
  - みんな〜やってるか! （ 日本）
- 17日
  - 野獣特捜隊 （ イギリス領香港）
- 18日
  - 階段通りの人々（ ポルトガル /  フランス）
  - カミーラ/あなたといた夏 （ カナダ /  イギリス）
  - ディレンジド（ アメリカ合衆国）
- 21日
  - プレイグ（ フランス /  イギリス /  アルゼンチン）
- 24日
  - 君といつまでも （ 日本）
  - キング・オブ・ヴァンパイア（ アメリカ合衆国）
- 25日
  - シチリアの娼婦たち （ イタリア）
  - シュガー・ヒル （ アメリカ合衆国）
  - ゼロ・ペイシェンス （ カナダ）
  - ターミナル・フォース 叛逆のサイバーコップ （ アメリカ合衆国）
  - ディスクロージャー （ アメリカ合衆国）
  - ノー・エスケイプ （ アメリカ合衆国）
  - パラダイスの逃亡者 （ アメリカ合衆国）
  - ベスト・キッド4 （ アメリカ合衆国）
  - マスク （ アメリカ合衆国）

### 3月
- 4日
  - スペシャリスト （ アメリカ合衆国）
  - ニュー・エイジ （ アメリカ合衆国）
  - 赤ちゃんのおでかけ （ アメリカ合衆国）
  - パリ空港の人々 （ フランス）
  - パトリス・ルコントのボレロ （ フランス）
  - 若き作曲家の旅　（ ジョージア）
  - ゴッド・ギャンブラー 完結編 （ イギリス領香港）
  - ドラえもん のび太の創世日記（ 日本）
  - 2112年 ドラえもん誕生（ 日本）
  - 東映アニメフェア（ 日本）
    - ドラゴンボールZ 復活のフュージョン!!悟空とベジータ
    - スラムダンク 湘北最大の危機!燃えろ桜木花道
    - ママレード・ボーイ
- 11日
  - フォレスト・ガンプ/一期一会 （ アメリカ合衆国）
  - クロオビキッズ （ アメリカ合衆国）
  - うたかたの日々 （ フランス）
  - ふたりのロッテ （ ドイツ）
  - ガメラ 大怪獣空中決戦（ 日本）
- 17日
  - カメラ （ フランス）
- 18日
  - エンジェルス （ アメリカ合衆国）
  - 動くな、死ね、甦れ! （ ソビエト連邦）
  - ぼくら、20世紀の子供たち （ フランス /  ロシア）
  - 電光飛龍 方世玉2 （ イギリス領香港）
  - ユンカース・カム・ヒア （ 日本）
  - 遥かな時代の階段を The Stairway to the Distant Past （ 日本）
- 24日
  - Love Letter （ 日本）
- 25日
  - クイズ・ショウ （ アメリカ合衆国）
  - リッチー・リッチ （ アメリカ合衆国）
  - スワン・プリンセス （ アメリカ合衆国）
  - リトル・ビッグ・フィールド （ アメリカ合衆国）
  - ノース ちいさな旅人 （ アメリカ合衆国）
  - レオン （ フランス）
  - アヴェティック （ アルメニア /  ドイツ）
  - 青い山 本当らしくない本当の話（ ジョージア）

### 4月
- 1日
  - アストロ・コップ/地球クライシス2050 （ アメリカ合衆国）
  - こどもたちの時間 （ 日本）
  - スターゲイト （ アメリカ合衆国）
  - ファスター・プッシーキャット キル!キル! （ アメリカ合衆国）
  - べにおしろい/紅粉 （ イギリス領香港 /  中国）
  - HONG KONG 1997 ラスト・バトル （ アメリカ合衆国）
  - ロズウェル （ アメリカ合衆国）
- 8日
  - エコエコアザラク -WIZARD OF DARKNESS- （ 日本）
  - スリーサム （ アメリカ合衆国）
  - 田園詩 （ ジョージア）
  - フレッシュ （ アメリカ合衆国）
- 14日
  - プロジェクトS （ イギリス領香港）
- 15日
  - S.F.W. （ アメリカ合衆国）
  - クレヨンしんちゃん 雲黒斎の野望 （ 日本）
  - J&S/さすらいの逃亡者 （ イタリア /  スペイン /  ドイツ）
  - JM（ アメリカ合衆国）
  - 東映スーパーヒーローフェア （ 日本）
    - 人造人間ハカイダー
    - 超力戦隊オーレンジャー
    - 重甲ビーファイター

  - フリーライド （ アメリカ合衆国）
  - めぐり逢い （ アメリカ合衆国）
  - ラテンアメリカ 光と影の詩 （ アルゼンチン /  フランス）
- 21日
  - 9月のクルト・ヴァイル （ アメリカ合衆国）
- 22日
  - 格闘飛龍 方世玉 （ イギリス領香港）
  - クルックリン （ アメリカ合衆国）
  - 激流 （ アメリカ合衆国）
  - 告発 （ アメリカ合衆国）
  - ザ・サイレンサー MAGNUM357 （ 日本 /  アメリカ合衆国）
  - 白い馬 ЦАГААН　МОРЬ （ 日本）
  - 親愛なる日記 （ イタリア）
  - 他人のそら似 （ フランス）
  - 北斗の拳 （ 日本 /  アメリカ合衆国）
  - マークスの山 （ 日本）
  - 右向け左!自衛隊へ行こう （ 日本）
  - ミルク・マネー （ アメリカ合衆国）
  - ルパン三世 くたばれ!ノストラダムス （ 日本）
- 29日
  - アウトブレイク （ アメリカ合衆国）
  - 風よさらば （ イギリス領香港）
  - 勝手に逃げろ/人生 （ フランス /  スイス）
  - KAMIKAZE TAXI （ 日本）
  - ジャンヌ 愛と自由の天使 （ フランス）
  - ジャンヌ 薔薇の十字架 （ フランス）
  - シリアル・ママ （ アメリカ合衆国）
  - ソルジャー・ゴールド （ アメリカ合衆国）
  - ワイルド・イースト （ カザフスタン）
  - 私は20歳 （ ソビエト連邦）

### 5月
- 3日
  - 星に想いを （ アメリカ合衆国）
- 6日
  - ストリートファイター （ アメリカ合衆国）
  - Spanking Love （ 日本）
- 13日
  - ネル （ アメリカ合衆国）
  - マウス・オブ・マッドネス （ アメリカ合衆国）
  - NO WAY BACK 逃走遊戯 （ アメリカ合衆国 /  日本）
  - ブラック・ロープ （ カナダ）
  - レスラーと道化師 （ ソビエト連邦）
  - ひとりで生きる （ フランス /  ロシア）
  - すももももも （ 日本）
  - 忘れられた子供たち スカベンジャー （ 日本）
- 20日
  - ザ・ペーパー （ アメリカ合衆国）
  - 死の接吻 （ アメリカ合衆国）
  - 愛よりも非情 （ イタリア /  スペイン）
  - 男たちの挽歌4 （ イギリス領香港）
- 27日
  - プレタポルテ （ アメリカ合衆国）
  - ベビーシッター （ アメリカ合衆国）
  - トゥルークライム （ アメリカ合衆国）
  - 雲の中で散歩 （ アメリカ合衆国 /  メキシコ）
  - 独りぼっちのジョニー （ チリ /  アメリカ合衆国 /  メキシコ）
  - 愛しすぎて/詩人の妻 （ イギリス）
  - RAMPO インターナショナル・ヴァージョン （ 日本）
  - 風の王国 （ 日本）
  - ひめゆりの塔 （ 日本）
  - さわこの恋2 1000マイルも離れて （ 日本）
- 29日
  - 無頼平野 （ 日本）

### 6月
- 3日
  - ショーシャンクの空に （ アメリカ合衆国）
  - 死と処女 （ アメリカ合衆国）
  - フレッシュ・キル （ アメリカ合衆国）
  - きけ、わだつみの声 Last Friends （ 日本）
  - THE WINDS OF GOD （ 日本）
  - 午後の遺言状 （ 日本）
- 10日
  - レジェンド・オブ・フォール/果てしなき想い （ アメリカ合衆国）
  - バック・イン・アクション （ アメリカ合衆国）
  - ヒート （ アメリカ合衆国）
  - ホーリー・ウェディング（ アメリカ合衆国）
  - エンジェルス （ アメリカ合衆国）
  - プリンス・イン・ヘル （ ドイツ）
  - ジミー・クリフ アイム・ザ・リビング （ ドイツ /  スイス）
  - 青春神話 （ 台湾）
  - 雲南物語 （ イギリス領香港 /  中国）
  - 天使のわけまえ （ 日本）
  - スキヤキ （ 日本）
- 17日
  - バットマン フォーエヴァー （ アメリカ合衆国）
  - マングラー （ アメリカ合衆国 /  オーストラリア /  南アフリカ共和国）
  - 天使が隣で眠る夜 （ フランス）
  - 無伴奏「シャコンヌ」 （ フランス /  ベルギー /  ドイツ）
  - 日陽はしづかに発酵し… （ ロシア）
  - ファザーファッカー （ 日本）
- 24日
  - ブルースカイ （ アメリカ合衆国）
  - マイアミ・ラプソディー （ アメリカ合衆国）
  - ノーバディーズ・フール （ アメリカ合衆国）
  - エンドレス・サマーII（英語版） （ アメリカ合衆国）
  - 音のない世界で （ フランス）
  - カストラート （ イタリア /  フランス /  ベルギー）
  - 修羅がゆく （ 日本）
  - 深い河 （ 日本）

### 7月
- 1日
  - ダイ・ハード3 （ アメリカ合衆国）
  - 理由 （ アメリカ合衆国）
  - 若草物語 （ アメリカ合衆国）
  - スタークリスタル （ アメリカ合衆国）
  - 恋人たちのアパルトマン （ フランス）
  - 恋人たちの食卓 （ 台湾 /  アメリカ合衆国）
  - トイレの花子さん （ 日本）
  - 新・悲しきヒットマン （ 日本）
- 8日
  - ジャングル・ブック （ アメリカ合衆国）
  - ロブ・ロイ/ロマンに生きた男 （ アメリカ合衆国 /  イギリス）
  - 私の好きな季節 （ フランス）
  - レニ （ ドイツ /  ベルギー）
  - 学校の怪談 （ 日本）
- 15日
  - ブロードウェイと銃弾 （ アメリカ合衆国）
  - ケイティ（ アメリカ合衆国）
  - アンドレ/海から来た天使 （ アメリカ合衆国）
  - 太陽に灼かれて （ ロシア /  フランス）
  - 恋する惑星 （ イギリス領香港）
  - 1・2の三四郎 （ 日本）
  - 耳をすませば （ 日本）
  - On Your Mark ジブリ実験劇場 （ 日本）
  - 東映アニメフェア （ 日本）
    - ドラゴンボールZ 龍拳爆発!!悟空がやらねば誰がやる
    - スラムダンク 吠えろバスケットマン魂!!花道と流川の熱き夏
    - NINKU -忍空-

  - 帝都物語 外伝 （ 日本）
- 22日
  - アポロ13 （ アメリカ合衆国）
  - ポカホンタス （ アメリカ合衆国）
  - 野生の葦 （ フランス）
  - エリザ （ フランス）
  - 青空がぼくの家 （ インドネシア）
  - 暗戀桃花源 （ 台湾）
- 25日
  - テクノ・フィアー （ アメリカ合衆国）
- 29日
  - キャスパー （ アメリカ合衆国）
  - ハイヤー・ラーニング （ アメリカ合衆国）
  - ハードネス （ アメリカ合衆国）
  - ドキュメント:キアロスタミの世界 （ フランス）
  - クローズ・アップ （ イラン）
  - エドワード・ヤンの恋愛時代（ 台湾）
  - NUMANiTE （ 日本）
  - それいけ!アンパンマン ゆうれい船をやっつけろ!! （ 日本）
  - スレイヤーズ （ 日本）
  - はじまりの冒険者たち レジェンド・オブ・クリスタニア （ 日本）

### 8月
- 5日
  - ウォーターワールド（ アメリカ合衆国）
  - レッド・ブロンクス （ イギリス領香港）
- 11日
  - となりのボブ・マーリィ （ 日本）
- 12日
  - 愛情萬歳 （ 台湾）
  - EAST MEETS WEST （ 日本）
  - 親指トムの奇妙な冒険 （ イギリス）
  - 汚い奴 （ 日本）
  - ハイランダー3/超戦士大決戦 （ カナダ /  フランス /  イギリス）
  - パリの天使たち （ フランス）
  - フリー・ウィリー2 （ アメリカ合衆国）
  - マイ・フレンド・フォーエバー （ アメリカ合衆国）
  - モンタン、パリに抱かれた男。 （ フランス）
- 15日
  - 打ち上げ花火、下から見るか? 横から見るか? （ 日本）
  - サーモンベリーズ （ ドイツ）
- 18日
  - ワンダーアーム・ストーリー （ アメリカ合衆国）
- 19日
  - 白鳥麗子でございます! （ 日本）
  - トムとジェリーの大冒険 （ アメリカ合衆国）
  - 花より男子 （ 日本）
  - プラン9・フロム・アウタースペース （ アメリカ合衆国）
  - プリシラ （ オーストラリア）
  - ぼくたちの映画シリーズ （ 日本）
- 22日
  - 水曜日に抱かれる女 （ アメリカ合衆国）
- 26日
  - 新宿黒社会 チャイナ・マフィア戦争 （ 日本）
  - 多桑/父さん （ 台湾）
  - 8月の約束 （ 日本）
  - リスボン物語 （ ポルトガル /  ドイツ）

### 9月
- 2日
  - エイジアン・ブルー 浮島丸サコン （ 日本）
  - エド・ウッド （ アメリカ合衆国）
  - 彼と彼女の第2章 （ アメリカ合衆国）
  - 恋人までの距離 （ アメリカ合衆国）
  - 極道の妻たち 赫い絆 （ 日本）
  - さよならニッポン! GOODBYE JAPAN （ 日本）
  - タイ・カップ （ アメリカ合衆国）
  - ボーイズ・オン・ザ・サイド （ アメリカ合衆国）
- 9日
  - 乙女の祈り （ ニュージーランド /  アメリカ合衆国）
  - オンリー・ユー （ アメリカ合衆国）
  - ゴト師株式会社　スペシャル　警察庁防犯課第5104号事件 （ 日本）
  - 天守物語 （ 日本）
  - 水の中の八月 （ 日本）
- 15日
  - ジャッジ・ドレッド （ アメリカ合衆国）
  - ジム・キャリーはMr.ダマー （ アメリカ合衆国）
  - プロゴルファー織部金次郎3 飛べバーディー （ 日本）
  - マディソン郡の橋 （ アメリカ合衆国）
- 16日
  - トラベラー （ イラン）
  - パンと裏通り （ イラン）
  - ムアンとリット （ タイ）
- 23日
  - あした （ 日本）
  - 君を忘れない FLY BOYS, FLY! （ 日本）
  - GONIN （ 日本）
  - コミタス（ ドイツ）
  - DECOY 密猟地帯 （ アメリカ合衆国）
  - 21 twenty-one （ アメリカ合衆国）
  - ワンス・ウォリアーズ （ ニュージーランド）
- 29日
  - 静かな生活 （ 日本）
- 30日
  - 愛の報酬 シャベール大佐の帰還 （ フランス）
  - おっぱいとお月さま （ フランス /  スペイン）
  - 金玉満堂/決戦!炎の料理人 （ イギリス領香港）
  - グレンとグレンダ （ アメリカ合衆国）
  - ドンファン （ アメリカ合衆国）
  - ホームワーク （ イラン）
- 日不明
  - BACK TRACK （ アメリカ合衆国）

### 10月
- 7日
  - スモーク （ アメリカ合衆国）
  - オディールの夏 （ フランス）
  - セクシリア （ スペイン）
  - 背徳小説 （ イタリア）
  - Endless Waltz エンドレス・ワルツ （ 日本）
  - キャンプで逢いましょう （ 日本）
  - マクロスプラス MOVIE EDITION（ 日本）
  - マクロス7 銀河がオレを呼んでいる!（ 日本）
- 10日
  - クリムゾン・タイド （ アメリカ合衆国）
  - 5等になりたい。 （ 日本）
  - 藏 （ 日本）
- 13日
  - アーバン・ハーベスト （ アメリカ合衆国）
  - ザンガディクス （ オランダ /  アメリカ合衆国）
- 14日
  - ブレイブハート （ アメリカ合衆国）
  - ハンテッド （ アメリカ合衆国）
  - ひとりぼっちの狩人たち （ フランス）
  - 眠れる美女 （ 日本）
- 21日
  - コンゴ （ アメリカ合衆国）
  - 怪物の花嫁 （ アメリカ合衆国）
  - 悪魔のいけにえ レジェンド・オブ・レザーフェイス （ アメリカ合衆国）
  - 愛の奴隷 （ アメリカ合衆国 /  スペイン /  アルゼンチン）
  - スタン・ザ・フラッシャー （ フランス）
  - 電柱小僧の冒険 （ 日本）
  - TOKYO FIST （ 日本）
- 27日
  - グラス・シールド （ アメリカ合衆国）
  - 冷たい夜は死の匂い （ アメリカ合衆国）
- 28日
  - 8月のメモワール （ アメリカ合衆国）
  - 黙秘 （ アメリカ合衆国）
  - サンタクローズ （ アメリカ合衆国）
  - 光る眼 （ アメリカ合衆国）
  - バラカ （ アメリカ合衆国）
  - アタック・オブ・キラートマト 完璧版 （ アメリカ合衆国）
  - 愛の地獄 （ フランス）
  - コールド・フィーバー （ アイスランド /  アメリカ合衆国）
  - 旅するパオジャンフー （ 日本）
  - 人でなしの恋 （ 日本）

### 11月
- 3日
  - 画魂 愛、いつまでも （ 中国 /  台湾）
  - カンフー・カルト・マスター 魔教教主 （ イギリス領香港）
  - キャンディマン2 （ アメリカ合衆国）
  - タンク・ガール （ アメリカ合衆国）
  - チャタレイ夫人の恋人 （ イギリス）
  - ラスト・ヒーロー・イン・チャイナ 烈火風雲 （ イギリス領香港）
  - 私に近い6人の他人 （ アメリカ合衆国）
- 10日
  - サーチ&デストロイ（ アメリカ合衆国）
  - 0061/北京より愛をこめて!? （ イギリス領香港）
  - ターゲット・ブルー （ イギリス領香港）
- 11日
  - 大陸英雄伝 （ イギリス領香港）
  - につつまれて/きゃからばあ （ 日本）
  - 冬の河童 （ 日本）
  - 三たびの海峡 （ 日本）
  - レッドチェリー （ 中国）
- 18日
  - 鬼平犯科帳 （ 日本）
  - 緊急呼出し エマージェンシー・コール （ 日本）
  - クイック&デッド （ アメリカ合衆国）
  - GHOST IN THE SHELL / 攻殻機動隊 （ 日本）
  - バッドボーイズ （ アメリカ合衆国）
  - フレンチ・キス （ アメリカ合衆国）
- 23日
  - スピーシーズ 種の起源（ アメリカ合衆国）
  - 日本一短い「母」への手紙 （ 日本）
  - パリのランデブー （ フランス）
  - 町でいちばんの美女/ありきたりな狂気の物語 （ イタリア /  フランス）
- 25日
  - かぼちゃ大王 （ イタリア /  フランス）
  - カンヌ映画祭殺人事件 （ フランス）
  - クォーターバック （ アメリカ合衆国）
  - 聖なる狂気　（ イギリス /  ドイツ）
  - 女神たちの季節 （ アメリカ合衆国）
  - レベッカ・ホルン （ ドイツ）
  - 王さんの憂鬱な秋 （ 中国 /  イギリス領香港）
- 28日
  - アレクサンドルの墓 最後のボルシェヴィキ （ フランス）

### 12月
- 1日
  - あなたが寝てる間に… （ アメリカ合衆国）
  - 不滅の恋/ベートーヴェン（ アメリカ合衆国）
- 2日
  - 君さえいれば/金枝玉葉 （ イギリス領香港）
  - サイボーグ・コップ3 （ アメリカ合衆国）
  - デッド・エンド 最後の恋人 （ 中国）
  - 日本製少年 （ 日本）
  - 犯人に願いを （ 日本）
  - 南の島に雪が降る （ 日本）
  - ワイト島1970 輝かしきロックの残像 （ イギリス）
  - ワンス・ビトゥン 恋のチューチューバンパイア（ アメリカ合衆国）
- 9日
  - クルーレス （ アメリカ合衆国）
  - ゲレンデがとけるほど恋したい。 （ 日本）
  - 好男好女 （ 台湾 /  日本）
  - ゴジラvsデストロイア （ 日本）
  - 南京の基督 （ イギリス領香港 /  日本）
  - フォー・ルームス （ アメリカ合衆国）
  - フランスの女 （ フランス）
  - 麻花売りの女 （ イギリス領香港 /  中国）
  - 幻の光 （ 日本）
  - マンハッタン・バイ・ナンバーズ （ アメリカ合衆国）
  - ランジュ・ノワール 甘い媚薬 （ フランス）
  - リュミエールの子供たち （ フランス）
- 16日
  - ジェリコー・マゼッパ伝説 （ フランス）
  - ショーガール （ アメリカ合衆国）
  - 007 ゴールデンアイ（ イギリス /  アメリカ合衆国）
  - デスペラード （ アメリカ合衆国）
  - 渚のシンドバッド （ 日本）
  - リトル・プリンセス （ アメリカ合衆国）
  - リメンバランス ―記憶の高速スキャン― （ イギリス）
  - ロシアン・エレジー （ ロシア）
- 23日
  - 愛と戦火の大地 （ フランス）
  - あずきちゃん　ホワイト・バレンタイン 恋のチャンスがやってきた!! （ 日本）
  - おせっかいな天使 （ フランス）
  - 男はつらいよ 寅次郎紅の花 （ 日本）
  - 9か月 （ アメリカ合衆国）
  - キングダム （ デンマーク）
  - KUMIHO/千年愛 （ 韓国）
  - サブリナ （ アメリカ合衆国）
  - サラリーマン専科 （ 日本）
  - スタートレック ジェネレーションズ（ アメリカ合衆国）
  - スペシャルプレゼント 亜美ちゃんの初恋 美少女戦士セーラームーンSuperS 外伝 （ 日本）
  - デッドマン （ アメリカ合衆国）
  - 美少女戦士セーラームーンSuperS セーラー9戦士集結!ブラック・ドリーム・ホールの奇跡 （ 日本）
  - BeRLiN （ 日本）
  - MEMORIES （ 日本）
  - リトル・オデッサ （ アメリカ合衆国）